# Ebusco
Ebusco — нидерландский производитель электробусов и сопутствующей зарядной инфраструктуры.

## История
Компания Ebusco была основана в 2012 году в городе Хелмонд. Мастерская на два автобуса и офис располагались в двух разных районах примерно в 3 километрах друг от друга. Это стало причиной переезда в Дёрне в сентябре 2018 года, где компания приобрела производственный цех площадью более 7000 м2 и достаточное количество офисных помещений.
С 22 октября 2021 года Ebusco котируется на бирже Euronext в Амстердаме. Основным акционером является основатель Bijvelds, после IPO в октябре 2021 года он владел 35,4% акций, а ING Group занимает второе место с долей в 21%.

## Модельный ряд
Ebusco 1.0 выпущен в 2012 году. Автобусы использовались для проведения тест-драйвов в различных городах Европы.
Ebusco 2.0 — низкопольный автобус длиной 12 м. Впервые был представлен на выставке IAA Commercial Vehicles 2014 в Ганновере. Оснащён аккумулятором ёмкостью 242 кВт·ч.
Ebusco 2.1 — 12-метровый автобус, впервые представленный в апреле 2017 года. Оснащён аккумулятором ёмкостью 311 кВт·ч.

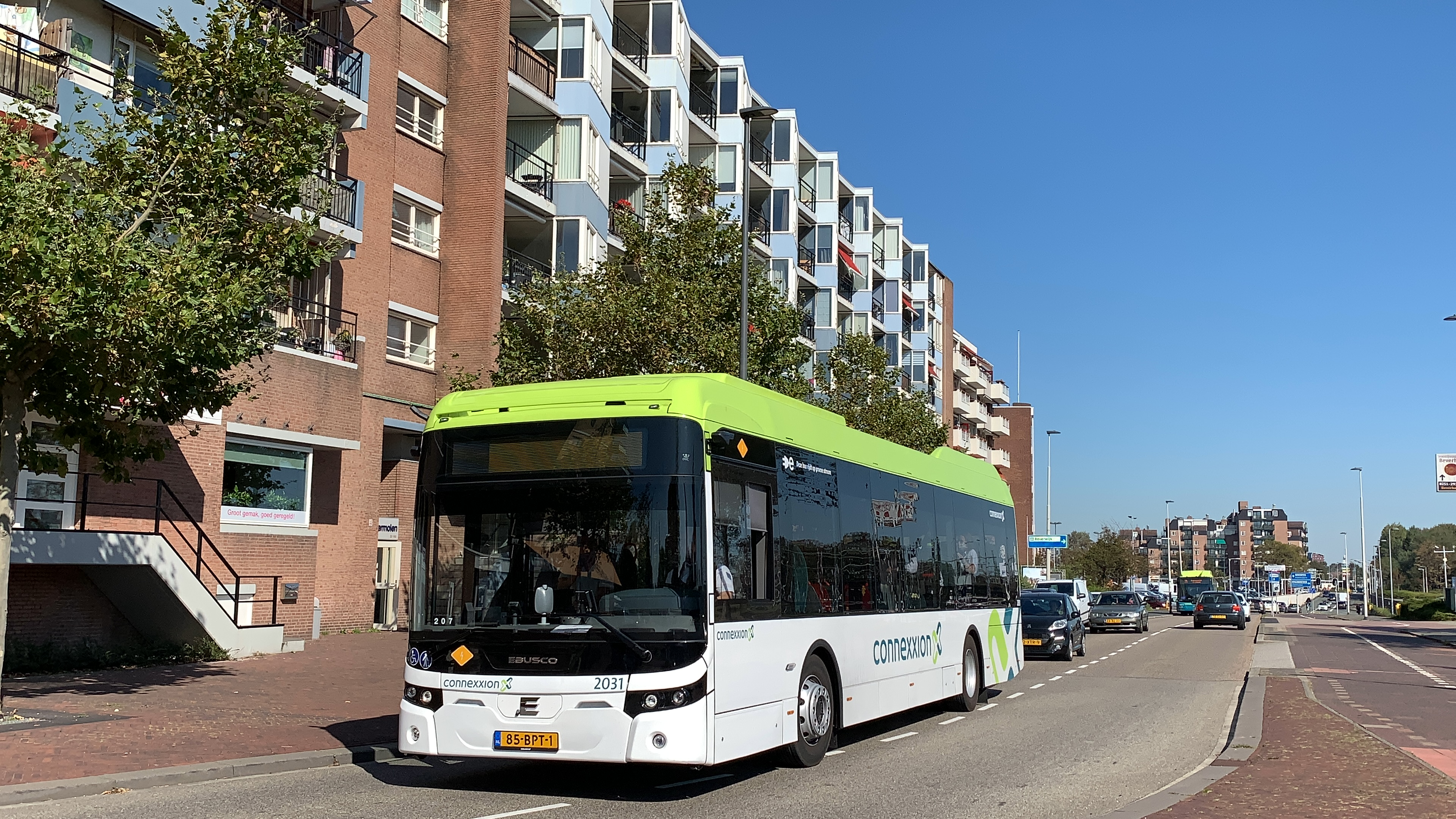
Ebusco 2.2 (Connexxion)

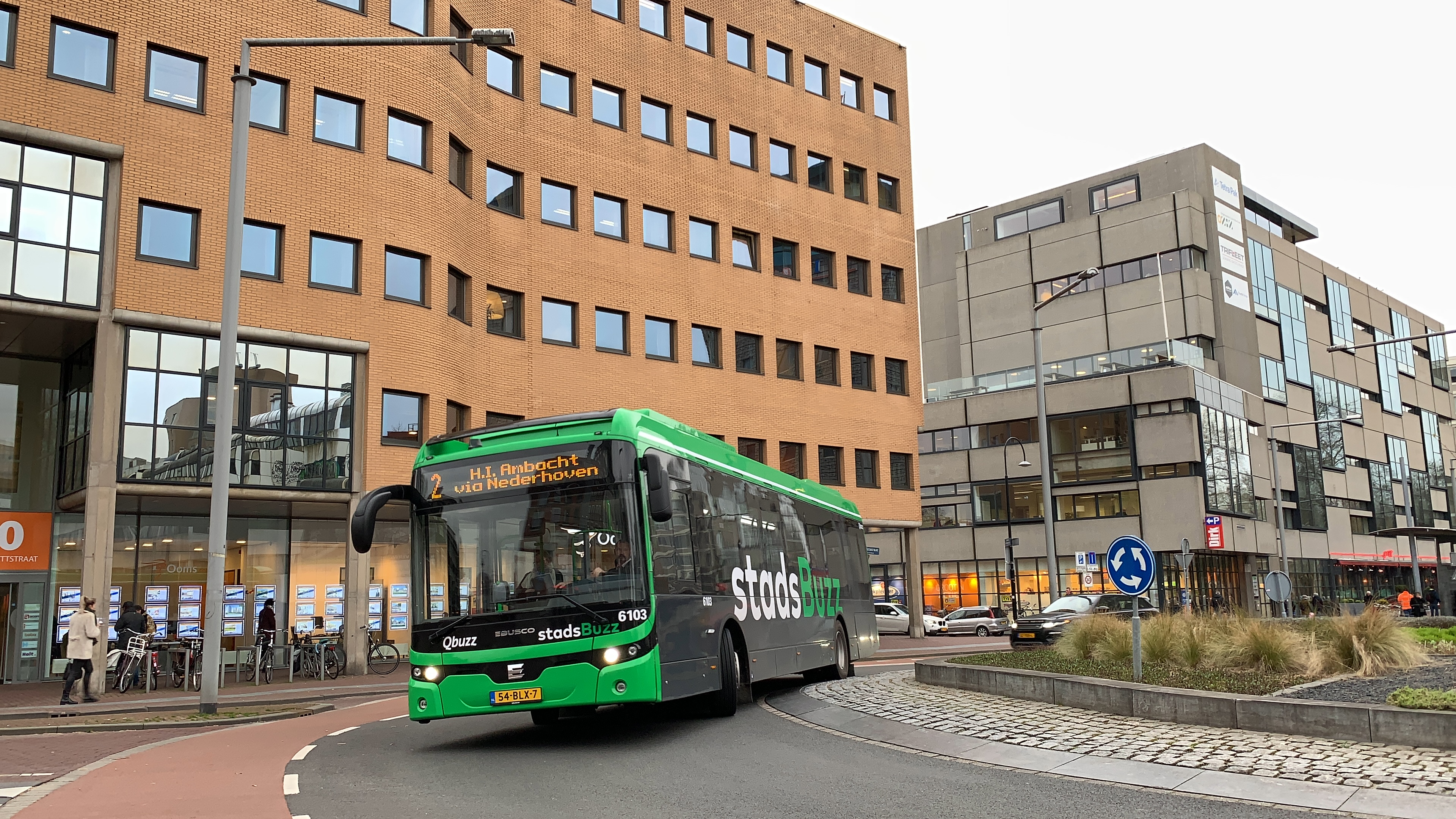
Ebusco 2.2 LF в Дордрехте (Qbuzz)

Ebusco 2.2 выпускается с 2018 года в трёх различных вариантах: LF (Low Floor) с тремя дверями, LE (Low Entry) с двумя дверями длиной 12 м и шарнирно-сочленённый длиной 18 м.

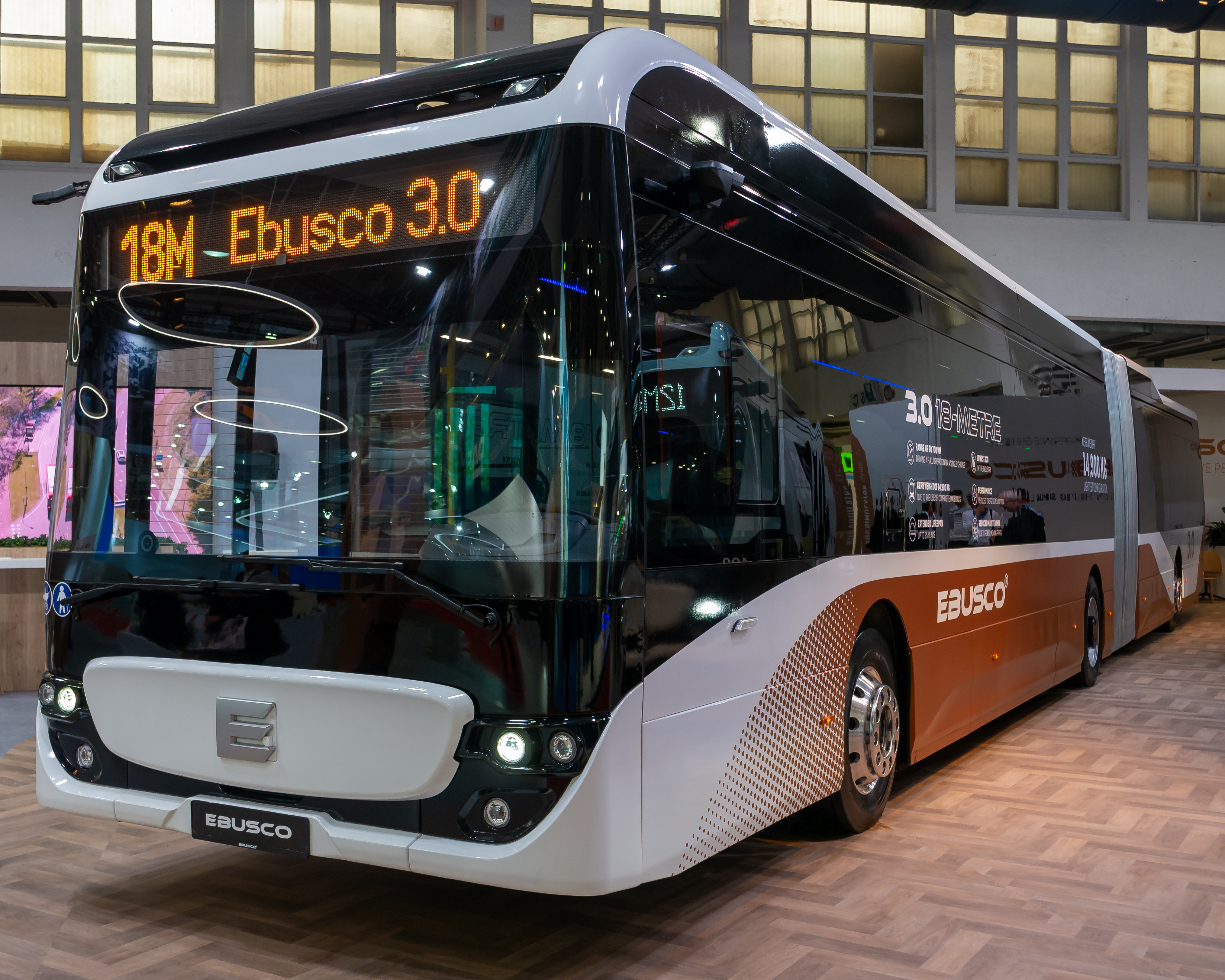
Ebusco 3.0 на выставке Busworld Europe (2023 год)

Ebusco 3.0 был представлен на выставке Busworld 2019, должен быть на 33% легче своего предшественника Ebusco 2.2 и проезжать до 500 километров на одном заряде. Ebusco 3.0 — первая модель, полностью выпущенная в Нидерландах.

## Награды
- Премия за инновации в автомобильной промышленности 2021
- Премия JEC Composites Innovation Award: Автомобильная и автомобильная транспортная структура 2021
- Конкурс автомобильных брендов (ABC) — Немецкий совет по дизайну 2020
- Топ-250 Scaleup — Erasmus 2020
- Знак инноваций Busworld — Busworld 2019
- Экологический знак Busworld — Busworld 2015
- Экологический знак Busworld — Busworld 2013